# Henderson megye (Kentucky)
Henderson megye az Amerikai Egyesült Államokban, azon belül Kentucky államban található. Megyeszékhelye és legnagyobb városa Henderson. Lakosainak száma 44 793 fő (2020. április 1.).

## Szomszédos megyék
- Posey megye (északnyugat)
- Vanderburgh megye (észak)
- Warrick megye (északkelet)
- Daviess megye (kelet)
- McLean megye (délkelet)
- Webster megye (dél)
- Union megye (nyugat)

## Népesség
A megye népességének változása:
| Lakosok száma | 46 271 | 46 386 | 46 472 | 46 347 | 46 407 | 44 793 |
|               | 2010   | 2011   | 2012   | 2013   | 2015   | 2020   |